# Adolf Benscheid
Adolf Gustav Benscheid (* 9. September 1888 in Remscheid; † 26. Oktober 1961 ebenda) war ein deutscher Politiker (KPD). Er war Mitglied des Preußischen Landtags.

## Leben
Nach Abschluss der Lehre 1904 arbeitete Benscheid als Schlosser. 1907 wurde er Mitglied der Sozialdemokratischen Partei Deutschlands (SPD) und des Deutschen Metallarbeiter-Verbandes (DMV). Ab 1910 war er Funktionär in der Ortsverwaltung Remscheid des DMV. Er verließ 1914 aus Protest die SPD und schloss sich während des Ersten Weltkrieges der Spartakusgruppe an. Von 1914 bis 1918 war Soldat einer Pionierkompanie.
1919 schloss er sich der Kommunistischen Partei Deutschlands (KPD) bei deren Gründung an. Von 1920 bis 1923 war er hauptamtlicher Sekretär des DMV in Remscheid, anschließend Redakteur der KPD-Zeitung Bergische Volksstimme. Von 1924 bis 1932 war er Mitglied des Preußischen Landtags zunächst für den Wahlkreis Westfalen-Süd/Arnsberg, dann für den Wahlkreis Koblenz-Trier. Auf dem X. Parteitag der KPD in Berlin (12.–17. Juli 1925) wurde er Mitglied der Politischen Kommission. Ab 1926 war er Sekretär der KPD in Mönchengladbach, anschließend in Essen. Von Januar 1928 bis April 1931 war Benscheid Unterbezirksleiter der KPD in Koblenz sowie Mitglied der Bezirksleitung Mittelrhein. Ab 1932 war er als Instrukteur der KPD in Braunschweig tätig.
Nach der „Machtergreifung“ der Nationalsozialisten 1933 wurde er verhaftet und war einige Zeit im KZ Dachau. Nach seiner Entlassung war er in Heimarbeit als Feilenhauer tätig. Im Rahmen der Aktion „Gewitter“ wurde er am 22. August 1944 erneut festgenommen.
Nach Ende des Zweiten Weltkrieges eröffnete Benscheid eine kleine Fabrik in Remscheid. 1946 kandidierte er für die KPD bei den Wahlen zum Remscheider Stadtparlament. Später wurde er aus der KPD ausgeschlossen und war ab 1950 Erster Vorsitzender des Bundes der Verfolgten des Naziregimes in Remscheid.